# کریستین سیدی
کریستین سیدی (انگلیسی: Christian Saydee؛ زادهٔ ۱۰ مهٔ ۲۰۰۲) بازیکن فوتبال است.

## دوران حرفه‌ای

### ای‌اف‌سی بورنموث
او دوران حرفه‌ای خود را با باشگاه فوتبال ای‌اف‌سی بورنموث آغاز کرد و در سال به باشگاه فوتبال پول تاون و پس از آن به ویموث قرض داده‌شد.
در ۳۱ ژوئیه ۲۰۲۱، او اولین بازی خود را برای بورنموث در جریان پیروزی ۵–۰ مقابل باشگاه فوتبال میلتون کینز دونز انجام داد و در اولین بازی خود برای این باشگاه یک گل و یک پاس گل به ثمر رساند. سیدی اولین بازی خود در لیگ را برای بورنموث در بازی ابتدایی فصل در جریان تساوی ۲–۲ خانگی مقابل وست برومویچ انجام داد.

### بورتون آلبیون (قرضی)
در ۳۱ ژانویه ۲۰۲۲، سیدی به صورت قرضی برای باقیمانده فصل ۲۰۲۱–۲۰۲۲ به تیم لیگ یکی بورتون آلبیون پیوست.

## زندگی شخصی
سیدی در انگلیس متولد شده‌است اما از نظر تبار به کشور لیبریا در آفریقا می‌رسد.